# Жана Баре
Жана Баре (на френски: Jeanne Baret, Jeanne Baré или Jeanne Barret) е френска пътешественичка, първият документиран случай на жена, осъществила околосветско пътешествие.
В периода 1766 – 1769 г. участва в експедицията на Луи Антоан дьо Бугенвил на корабите „Ла Будьоз“ и „Л'Етоал“. Присъединява се към експедицията, преоблечена като мъж, наричайки себе си Жан Баре. Записва се като камериер и помощник на естественика Филибер Комерсон, малко преди корабите на Бугенвил да отплават от Франция.

## Биография
Родена е на 27 юли 1740 г. в село Ла Комел в Бургундия, Франция. Малко се знае за детството и младежките години на Баре. По-късно казва на Бугенвил, че е осиротяла и е загубила богатството си в съдебно дело, преди да се прикрие като мъж. Майка ѝ умира 15 месеца след раждането на Жана, а баща ѝ – когато е на 15 години. Историците са съгласни, че някои подробности от историята, която тя е дала на Бугенвил, са измислица, която да предпази Комерсон от съучастие в маскирането ѝ. Бургундия по това време е една от по-изостаналите провинции на Франция в икономическо отношение и вероятно семейството на Баре е доста обедняло.
В годините между 1760 и 1764 Баре е наета като икономка на Комерсон, който се установява в Тулон сюр Ару, на около 20 km на юг от Ла Комел, след сключване на брака си през 1760 г. Съпругата на Комерсон, сестра на енорийския свещеник, умира скоро след раждането на сина им през април 1762 г.
Баре забременява през 1764 г. По това време френското законодателство изисква жените, които забременяват извън брака, да получат „удостоверение за бременност“, в което да назоват бащата на нероденото им дете. Сертификатът на Баре от август 1764 г. е съхранен; той е подаден в град на 30 km и е съставен в присъствието на двама души, които също са изминали значително разстояние от домовете си. Баре отказва да назове бащата на детето си, но историците не се съмняват, че Комерсон е направил уговорките с адвоката и свидетелите от нейно име.
Малко след това Баре и Комерсон се установяват в Париж, където тя продължава да бъде негова икономка. В този период Баре променя името си на Жана дьо Бонфой. Нейното дете, родено през декември 1764 г., получава името Жан-Пиер Баре. Баре предава детето в болница в Париж. Бързо е настанено при приемна майка, но умира през лятото на 1765 г.
През 1765 г. Комерсон е поканен да се присъедини към експедицията на Бугенвил. Той се колебае да приеме, защото често е в лошо здравословно състояние; той се нуждае от помощта на Баре като медицинска сестра, както и в управлението на домакинството и управлението на колекциите и документите му. Като част от екипажа има право на прислужник, чиито разходи се поемат от държавата, но по това време присъствието на жени на корабите на френския флот е напълно забранено. В един момент възниква идеята Баре да се дегизира като мъж, за да придружава Комерсон. За да избегне контрол, тя трябва да се присъедини към експедицията непосредствено преди корабът да отплава, като се преструва на непознат за Комерсон.
Преди да напусне Париж, Комерсон съставя завещание, в което оставя на „Жана Баре, известна като дьо Бонфоа, моята икономка“, еднократна сума от 600 ливри, заедно с дължимите заплати и обзавеждането на нейния апартамент в Париж. По този начин, докато историята, която Баре разказва на Бугенвил, за да обясни присъствието си на борда на кораба, е внимателно обмислена, за да предпази Комерсон от съучастие, има ясни документални доказателства за предишната им връзка и е твърде невероятно, че Комерсон не е съучастник в самия план.

### Експедиция
Баре и Комерсон се присъединяват към експедицията на Бугенвил в пристанището на Рошфор в края на декември 1766 г. Поради огромното количество оборудване, което Комерсон носи, капитанът на кораба „Л'Етоал“, Франсоа Шенар дьо ла Жираде, се отказва от собствената си голяма кабина на кораба в полза на Комерсон и неговия „помощник“. Това позволява на Баре значително повече уединение, отколкото би имала иначе на борда на препълнения кораб.
В допълнение към публикувания разказ на Бугенвил, историята на Баре фигурира в три други оцелели мемоара на експедицията.
Комерсон страда от морска болест и има проблеми с крака, още от ранната част на плаването, и Баре вероятно прекарва по-голямата част от времето си с него. Ботаниците от експедицията правят проучвания в околните равнини и планини. Кракът на Комерсон все още не е в добро състояние, а Баре участва в носенето на провизии и екземпляри. В Рио де Жанейро Комерсон и Баре успяват да съберат екземпляри от растение, което той нарича Бугенвилия.
След второто им посещение в Монтевидео, следващата им възможност за събиране на растения е в Патагония, докато корабите на експедицията чакат благоприятни ветрове, които да ги пренесат през Магелановия проток. Баре придружава Комерсон на най-трудните експедиции по неравен терен и печели репутация за смелост и издръжливост.
Оцелелите сведения за експедицията се различават по това, кога е открит полът на Баре. Според Бугенвил слуховете, че Баре е жена, са циркулирали известно време, но нейният пол не е окончателно потвърден, докато експедицията достига Таити през април 1768 г. Веднага след като тя и Комерсон слизат на брега, Баре е заобиколена от таитяни, викащи, че е жена. Налага се да я върнат на кораба, за да я предпазят от развълнуваните таитяни. Бугенвил записва този инцидент в дневника си няколко седмици след случилото се, когато има възможност да се качи на борда на „Л'Етоал“ и да разпита лично Баре.
На Мавриций Баре продължава да бъде помощник на Комерсон и иконом. Вероятно го придружава при ботаническите експедиции на островите Мадагаскар и Бурбон през 1770 – 1772 г. Комерсон продължи да има сериозни здравословни проблеми и умира в Мавриций през февруари 1773 г. Баре получава имот в Порт Луи през 1770 г.
На 17 май 1774 г. се омъжва за Жан Дюберна – офицер от френската армия. Няма точни данни кога двамата се завръщат във Франция и тя успява да завърши околосветската си обиколка. Най-вероятно това е някъде през 1775 г. През април 1776 г. получава парите, които ѝ дължат от завещанието на Комерсон.
Умира на 5 август 1807 г.
На нея е именувано растението Solanum baretiae.